# Talara leucophaea
Talara leucophaea är en fjärilsart som beskrevs av Paul Dognin 1912. Talara leucophaea ingår i släktet Talara och familjen björnspinnare. Inga underarter finns listade i Catalogue of Life.